# 啓蒙主義の歴史記述

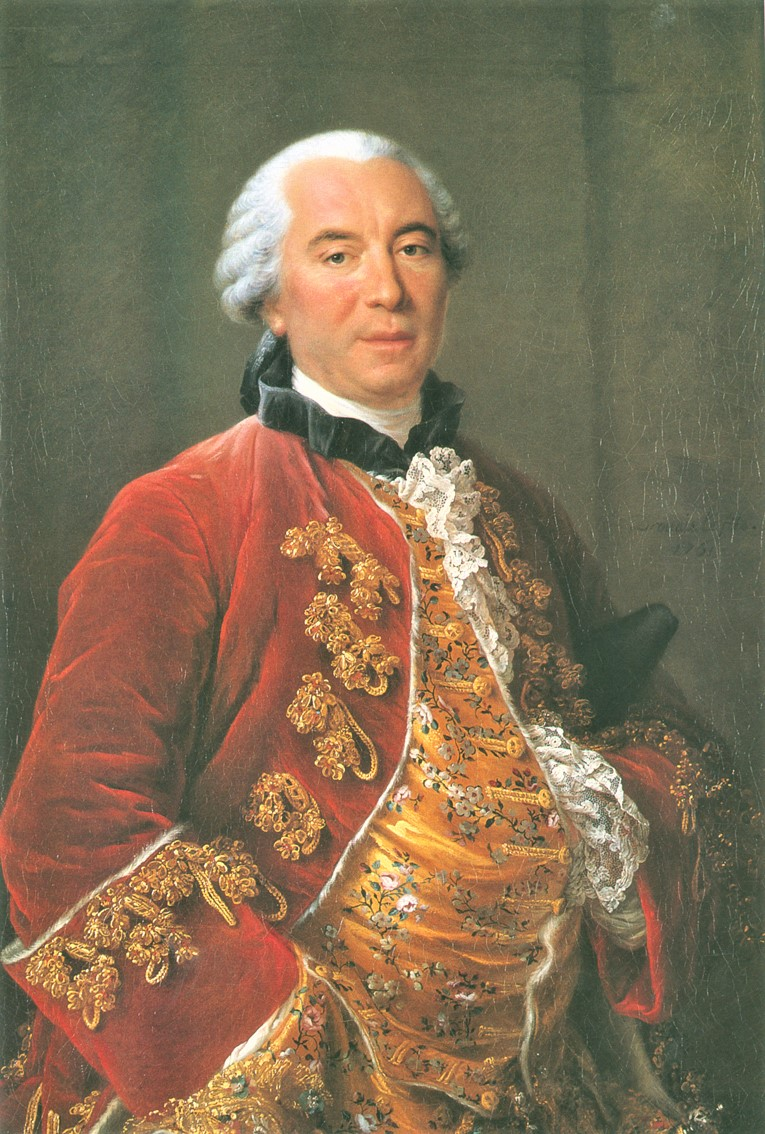
ビュフォン
代表的著作『自然誌』およびその補遺のなかで機械論的自然観に基づいて地球の自然史を記述した。彼は人間の歴史と自然史を区別し、聖書に基づく従来の歴史記述との矛盾を極力回避しようと試みた。彼は地球がやがて冷却してあらゆる生物が死滅すると述べたが、これも従来の終末、神の救済へと至るキリスト教の歴史観とは異なるものであった。彼の地球科学理論は極めて思弁的であったが、その著作が広く読まれ、自然史と人類史との分離を定着させた功績は偉大である。このような特徴は地理学や歴史学、生物学、地質学など記述的な面の比重が大きい科学研究分野での啓蒙思想の影響をよく示している

啓蒙主義の歴史記述（けいもうしゅぎのれきしきじゅつ）では、啓蒙時代の歴史記述について解説する。

## 特徴
西洋における歴史記述は啓蒙時代に大きく前進し、今日の科学的世界史成立における重要な契機をこの時代におくことができる。啓蒙主義を「非歴史的である」と批判したロマン主義の主張はこの点適正を欠いている。啓蒙主義の歴史学は、史料から客観的な方法で歴史事実を明らかにするという視点に乏しいという意味で批判されるべき性格を持っているが、検証可能という意味で客観的な歴史法則・歴史的展開を記そうとしている点は科学的であったと評価できる。啓蒙主義の歴史学は個別的事実の把握とその客観的な整合性の把握においてはいまだ不徹底さの中にあったといえるが、人類史の記述方法について合理性を追求している面は高く評価できるし、その多くを今日の歴史記述・歴史学は遺産として引き継いでいることも見逃してはならない。
ここでは特に啓蒙主義以前の歴史研究からの継続面・断絶面を個別に説明し、啓蒙主義の歴史研究・歴史記述の特徴を示す。

### 啓蒙思想の歴史意識
啓蒙思想は自然科学的な方法を重視し、従来は神学的に解釈されていた事柄についても合理的な説明をおこなった。たとえばローマ帝国の盛衰について、モンテスキューはローマ帝国の制度が絶え間ない戦争によって形成されたと指摘し、軍隊の影響力が増し、共和政から帝政に移行していったのは当然の帰結であったとする。ローマの滅亡も軍事的な衰退に求められており、道徳的退廃などは全く重視されていない。これは従来の神学的歴史研究、いわゆる普遍史においてはローマ帝国がキリスト教帝国であるゆえに発展し、その崩壊とともに終末が訪れるという救済史から解釈されているのと異なり、ローマ帝国それ自体の分析・把握からその歴史的性格を明らかにしているものである。このような科学的精神は後述する従来の歴史研究、普遍史・伝統的聖書解釈・聖書的年代学の批判にも通じ、また同時代の生物学・地質学などの自然研究においても同様の方法論的転回が見られた。（詳細は啓蒙思想を参照）

### 普遍史
キリスト教の世界観は天地創造から終末の神の救済へと至るものであった。普遍史とはキリスト教の世界観に基づき、当時知られた世界の歴史をキリスト教的に解釈するものであった。具体的には天地創造から大洪水、アッシリア・ペルシャ・ギリシャ・ローマの四世界帝国の繁栄が続き、ローマ帝国の滅亡とともに神の国実現がなされるというものである。
宗教改革がおこると、普遍史を巡ってプロテスタントとカトリックの間で論争がおこなわれるようになった。従来聖書の底本としては七十人訳聖書がキリスト教徒の間で支配的であった。プロテスタントはこの七十人訳聖書を批判して、より原典に近いと思われるヘブライ語の聖書に依拠することを主張し、すぐれた翻訳をおこなった。問題はこのヘブライ語聖書によって得られた事件の年代が七十人訳聖書で得られる年代と相違し、イエス生誕の時点で1000年ほどの誤差が生じたことである。さらに聖書の記載する天地創造からイエス生誕までの歴史は4000年ないし最長で5500年ほどであったが、エジプト文明がそれ以前にさかのぼりうること、および地理的発見により聖書に記載されていないアメリカ大陸の住民が知られるようになったことがこの問題を一層深刻にした。そのため両派はこの事実を解明するためにより厳密な聖書批判と記載された事実の歴史研究へ向かうこととなった。

### 聖書批判

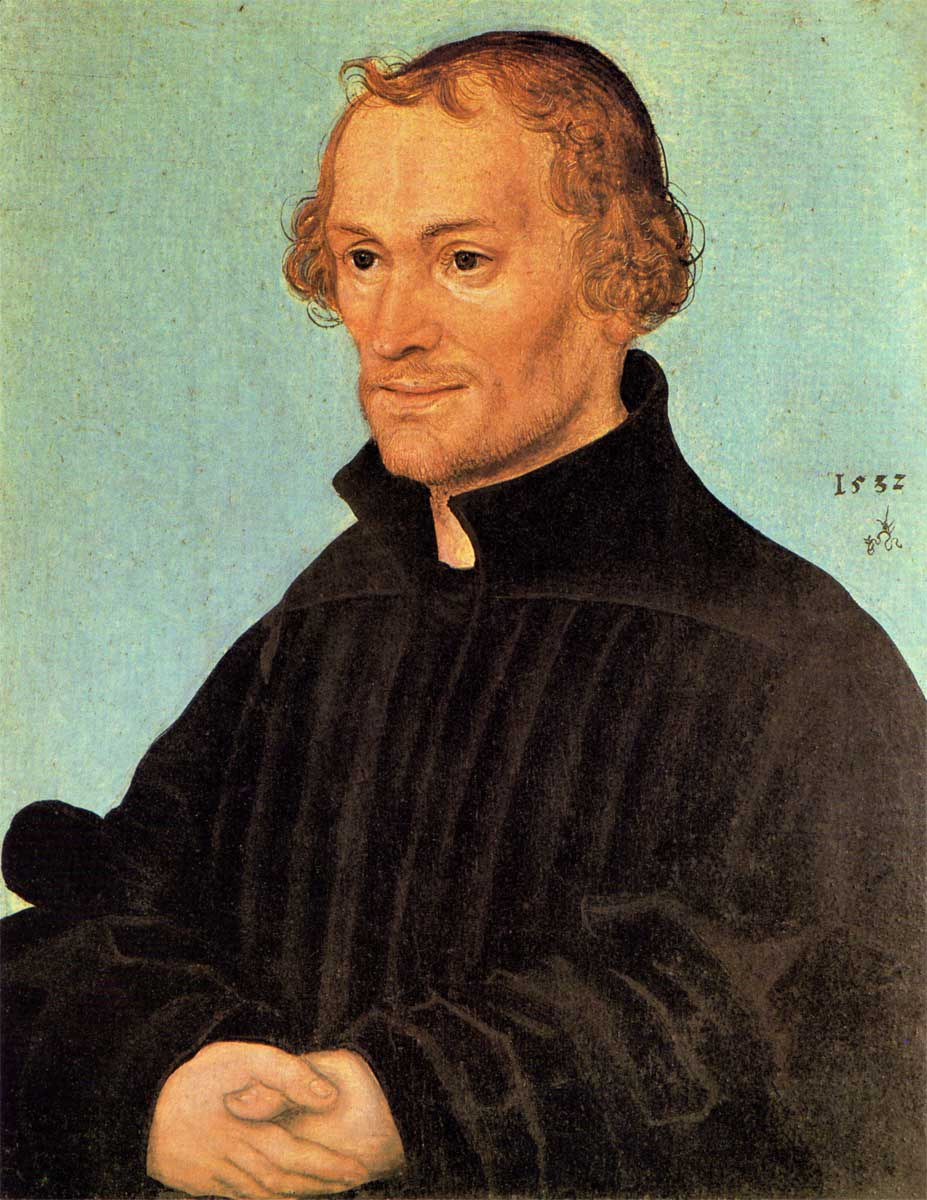
メランヒトン
すぐれた聖書研究家であり、聖書年代学者であった。大部分が彼の手になるとされる『カリオン年代記』は、プロテスタント的普遍史であるが、1555年ころからほぼ1世紀の間ヨーロッパで最も広く読まれた歴史書の一つであった

このような矛盾を解決する直接的な動きは聖書の文献批判によってまずおこなわれた。とくにモーセ自身が書いたものと思われていた「モーセ五書」に対する批判的検討が進み、ホッブズ・ラ・ペレール・スピノザによってモーセ五書が後世の時代にモーセにさかのぼって記述されたものであることが明らかにされた。さらに1711年にはドイツの牧師ヴィッターによって、1753年にはジャン・アストリュックによって、聖書の記述主体として2つの人間集団が想定されることが明らかにされた。具体的には聖書内において神の呼称は「ヤーヴェ」と「エロヒム」として現れるが、これをそれぞれの使用例ごとに分割すると、それぞれ一貫した文書となることが判明した。これにより聖書内の記述の重複、いわゆる「ダブレット」の問題も合理的に説明可能となり、聖書批判は大きく前進した。

### 近代的年代学
年代の記載方法にも大きな前進が見られた。従来の天地創造を基点とした年代記述では、エジプト史、さらに新たに知られた中国史をそのうちに取り込むには困難を伴った上、すでに述べたように典拠とされる聖書によって年代の不一致が生じた。
スカリゲルは太陽暦・太陰暦、さらにローマの税制の基礎となっていたインディクティオを掛け合わせて7980年というユリウス周期を基準とする年代決定法を提唱し、その始まりを紀元前4713年においた（1583年）。このユリウス周期上には一日刻みにユリウス日という単位がおかれ、日食・月食などの天文学的な出来事をその上に配置することが可能で、歴史に残された天文記録に基づく年代考証が可能となった。彼はこれにより聖書に依らない科学的な年代学を確立した。
しかしこの紀元前4713年という時間は従来の聖書解釈に基づく歴史を対象としていたために、エジプト史や中国史が聖書で求められる年代以前にさかのぼることが認識されるようになると、スカリゲルのユリウス周期に歴史事実をおさめることは困難になった。フランスのイエズス会士ペダヴィウスはイエスの生誕年に歴史記述の基点を定めることを実用性という観点から科学的に主張した。彼はイエス以後の年号はどの聖書に基づいても一致し、かつイエス以前についてさかのぼっても比較的近い過去は年代の誤差が少ないことを指摘し、年代記述の基点をイエス生誕の年とすることを主張した。これは今日の歴史学において一般的に採用されている年代記述である。

### 啓蒙主義の歴史記述
啓蒙主義の歴史研究は、以上のような前時代の歴史研究の方法論に関する成果を踏まえて、歴史そのものに合理性・法則性を見出していくものとなった。それは歴史の一般法則を追求する方向へ向かったという意味で、普遍史的な方向性を持っていたが、その法則自体は神学的な説明を排し、合理的でより科学的な説明が期待された。また従来歴史記述において聖書に反する歴史事実は軽視あるいは無視される傾向にあったが、歴史事実自体を尊重して歴史の把握に関しては、事実からの帰納が重視された。

## 歴史的展開

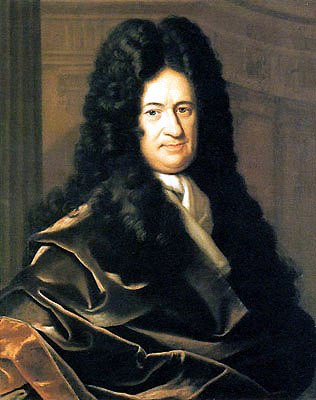
ライプニッツ
当時の中国学の第一人者でもあり、未完の中国道徳哲学についての著作がある。彼のモナド論はのちの歴史研究にも影響を与えた

### 事実の把握、その個別化
啓蒙主義精神の直接の起源はデカルトの演繹論に求められるが、その歴史研究においてはむしろベーコンやロックの帰納主義のほうが決定的であった。歴史事実に基づかない歴史法則を設定することを拒否したその歴史研究は、当然歴史事実それ自体を尊重するものであった。

#### ベール
ベールは『歴史批評辞典』を著し、事実を事実として尊重する立場を示した。彼は歴史事実を事実として並列的に扱い、それに普遍的な意味づけをせずにただ記載して辞典的に把握する方法をとった。しかしこのことは同時に歴史哲学が歴史のある時点で主観的に形成されること、すなわち歴史哲学が歴史的な産物であることを示して、従来の普遍史的な歴史把握を鋭く批判するものであった。

#### ライプニッツ
哲学者・数学者としてよく知られるライプニッツは、当時中国学の権威でもあり、中国の古さ・儒教の道徳的価値の高さを評価していた。彼は歴史事実を静態的に扱うのではなくて、動態的に、一つの過程として認識すべきことを主張した。これは彼のモナド論に基づく知見であるが、近代歴史学の原理に直接つながるものであった。

### 目的論の拒否
神学的な世界史解釈、つまり世界が救済に向かっているというような認識を啓蒙主義は厳しく批判した。啓蒙主義は事実や人間性、社会から歴史が構成され認識されるべきであると述べた。ただしこの傾向はあまりに心理学的、文化人類学的な研究方針につながり、啓蒙主義は今日で言えば文化史的な風潮を基調とするものとなった。

#### ヴォルテール
ヴォルテールはボシュエ神学的世界史を批判し、人間性に注目した心理学を重視する歴史理論を唱えた。彼は国民の精神や時代の精神といったものに着目し、それらの要素が文化に影響を与える様子を記述しようとした。また彼は中国史を西洋史より古いものであると述べている。

#### ヒューム

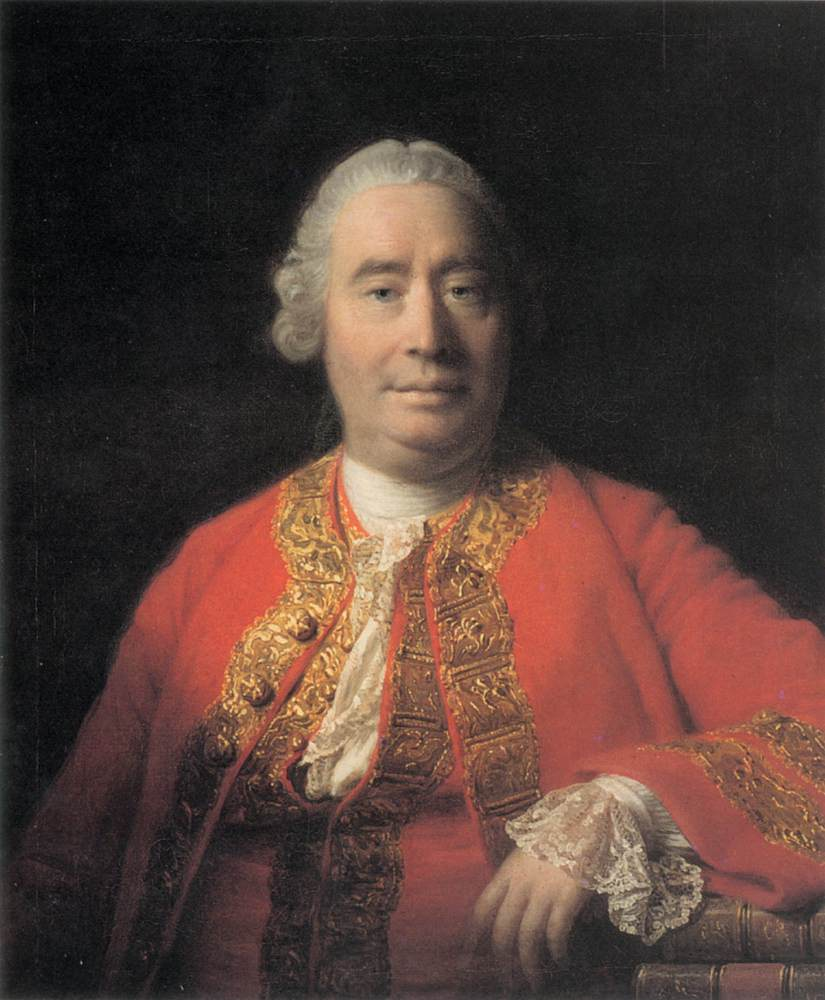
ヒューム
啓蒙主義の理性主義へ激しい批判を加えた。後半生は歴史研究へと向かった

ヒュームはあらゆる観念の理性による基礎付けを否定した。彼は理性的な認識が蓋然的な事実どうしの因果関係を認識するにとどまるとした。しかし人間がそのような蓋然的にすぎないものに依拠しつつ、なぜ普遍的な道徳法則を設定することが可能かと言えば、それは共通の社会的基盤に立った共感によるからであるとされた。このことはただ神学的な目的論のみならず、あらゆる目的論的歴史学を拒否するものであった。したがって彼の歴史研究は、普遍的な歴史法則の追求よりも社会そのものの記述に向かった。

### 構造の把握、同時代への批判
啓蒙主義の歴史研究では、歴史事実の集積から一定の社会構造・政治構造を抽出しようという試みもおこなわれた。一般にこのような抽出された社会構造・政治構造は現実の社会批判に結びつき、きわめて実践的なものとなり、有力な社会理論・政治理論に根拠を与えるものとなった。

#### モンテスキュー
モンテスキューは歴史研究を通して古今の政体を比較・分類した。さらにこうして明らかにされた政体ごとに関連する歴史事実を整理・分類することで、その性質をより厳密に、構造的に把握するが可能となり、偶然的な歴史事実に一定の形式を与える社会構造・政治構造の認識が可能であるとし、それを実践した。

#### ルソー
ルソーは歴史をより実践的で教訓的であるべきとし、しかも歴史家の見地を排して事実を忠実に伝えるものであるべきと述べた。しかし一方で、彼は歴史事実に自ら臆説的と認める推理を導入し、さらに理性を信頼して先験的な法則性を重視し、歴史事実を副次的に扱う傾向も強く認められる。このことが彼の政治理論において歴史事実が現在の問題と深く結びつけられることとなり、逆説的に歴史事実の尊重につながっている。

### 進歩史観

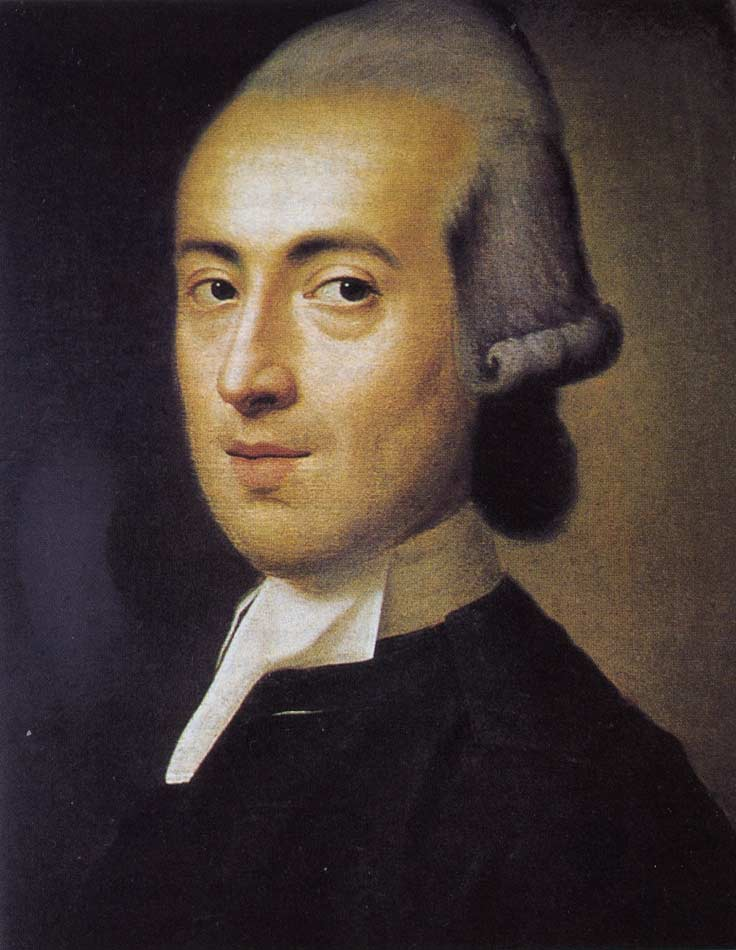
ヘルダー
ロマン主義の思想家。カッシーラーによれば、啓蒙主義歴史研究に替わる、新たな歴史認識の一歩を踏み出した

啓蒙主義は科学的成果と地理的視野の拡大に基づく人間認識の向上に支えられ、時代が新しい局面に入ったという希望を人々に抱かせた。このことは前の時代よりも啓蒙時代が一層優れているという認識となり、それが人間が進歩的な歴史を歩んでいるという意識につながった。

#### コンドルセ
コンドルセは人間精神の発達を10の段階に分け、啓蒙時代をその9段階目まで実現された時代であると述べた。彼は人間社会の発展を、知識や学問の進化という形で捉えた。

### そしてロマン主義へ
歴史事実は一回性・偶然性に基づくが、それを記述し価値を見出していくためにはそこに何らかの他の価値や、事実との同一性・整合性が見出されなければいけない。啓蒙主義は事実を事実として尊重した一方、人類史を合理的に研究しようとしたが、多くの歴史研究は事実に偏るか法則性に偏るかに分裂し、その統一には概して失敗した。新たな歴史研究は過程の同一性・整合性という視野を開き、啓蒙主義の歴史研究を超克していった。

#### ヘルダー
ロマン主義の思想家ヘルダーは啓蒙主義の普遍的な人間観を批判し、たとえばエジプト人の歴史はエジプト人自身の特性から考察されるべきだとした。彼によれば、歴史事実は互いに異なる重心を持った球のようなもので、それぞれの地域・民族の歴史は異なった重心を持つ独立の歴史として統一的に把握されなければならないと述べた。

## 啓蒙主義的歴史研究の限界
ここでは啓蒙主義の歴史記述の限界について指摘する。

### ヨーロッパ中心史観
啓蒙主義の世界観が、世界大の広がりを持ったものであったにせよ、それがヨーロッパから見た世界でしかなかったということは、歴史研究においても影響を及ぼした。ヨーロッパの文明が古代から啓蒙時代に進歩した歴史を歩んできたのに対し、アジアは古代から変わらず停滞しているという認識が認められる。

### 中世史の欠如
啓蒙時代には古代と啓蒙時代の比較が文芸評論を中心にいろいろ論じられたが、ルネサンス以前の中世に対しては否定的で、全くと言っていいほど無視された。また啓蒙思想が問題にした古代とは古代ギリシャ・古代ローマに限られていた。

### 歴史事実と歴史概念の背理
啓蒙主義は普遍史の神学的歴史解釈を批判し、歴史事実を重視することを論じ、さまざまな理論探求がおこなわれたが、その熱心さにもかかわらず、歴史の体系的把握に成功しているとは言い難い。多くの場合歴史事実の一回性・偶然性を持てあまし、それを価値体系に結びつけて記述することを放棄するか、あるいは極端に一面化した法則のなかに歴史を閉じこめようとする傾向にあった。